# عبدول رباط أباد (زين أباد)
عبدول رباط أباد (بالفارسية: عبدالرباب‌آباد) هي قرية تقع في إيران في قسم زين أباد الريفي. يقدر عدد سكانها بـ 144 نسمة .